# Mozilla Composer
Mozilla Composer — свободный, open source редактор HTML и web authoring модуль Mozilla Application Suite (предшественника SeaMonkey). Он используется для создания и редактирования веб-страниц, электронной почты и текстовых документов. Он совместим с Microsoft Windows, Mac OS X и Linux. Composer это графический WYSIWYG редактор HTML. С помощью него можно просматривать, писать и редактировать исходный код HTML.
Linspire спонсировала разработку Nvu, автономной версии Mozilla Composer, которая включает поддержку каскадных таблиц стилей и другие усовершенствования от компании Disruptive Innovations.
Дэниел Глэзмен, ведущий разработчик Nvu, объявил 15 сентября 2006 года, что он прекращает официальную разработку Nvu и приступает к разработке преемника, являющегося проектом Mozilla.org. Он будет написан с нуля и основан на Mozilla’овской ветке Gecko 1.9 и XULRunner. Будут поддерживаться PHP и CSS. Управляемый сообществом форк, KompoZer, поддерживает кодовую базу Nvu и исправляет ошибки, пока не будет выпущен преемник Nvu. Проект Глэзмена называется BlueGriffon.
SeaMonkey, управляемый сообществом преемник Mozilla Suite, включает в себя редактор HTML под названием Composer, созданный на основе кода Mozilla Composer из оригинального Mozilla Suite.